# Плютей жилковатый
Плюте́й жилковатый (Pluteus phlebophorus) — гриб рода Плютей. В системе рода Плютей С. П. Вассера этот вид относится к секции Celluloderma подрода Hispidocelluloderma. Считается несъедобным или малоизвестным съедобным грибом.
Синонимы
- Agaricus phlebophorus Ditm., 1813 basionym
- Pluteus chrysophaeus var. phlebophorus (Ditm.) Quél., 1888
- Pluteus nanus subsp. phlebophorus (Ditm.) Konrad & Maubl., 1924
- Pluteus chrysophaeus sensu auct. — омоним для Pluteus chrysophaeus (Schaeff.) Quél., 1872 — Плютей золотисто-окрашенный

## Описание
Шляпка диаметром 2—6 сантиметров, тонкомясистая, от конической до выпукло-распростёртой формы, с бугорком. Поверхность матовая, радиально- разветвлённо- или сетчатоморщинистая, морщинистость сильнее выражена в центре, янтарно-коричневая, тёмно-коричневая или дымчато-бурая. Край гладкий.
Пластинки свободные, широкие, частые, от беловато-розового до розового цвета со светло-розовым краем.
Ножка 3—9×0,2—0,6 см, цилиндрическая, центральная, к основанию слегка расширяется, сплошная, с возрастом полая. Поверхность беловатая, в нижней части сероватая или серовато-желтоватая с беловатым опушением, продольно-волокнистая.
Мякоть беловатая, на срезе не изменяется, с кислым вкусом и неприятным запахом.
Остатки покрывал отсутствуют, споровый порошок розовый.
Споры гладкие, широкоэллипсоидные или яйцевидные, 5—7(8)×4,5—6(7) мкм.
Кожица шляпки состоит из булавовидных или округлых клеток размерами 35—85×20—45 мкм, содержащих коричневый пигмент. Покровы ножки состоят из бесцветных или желтоватых цилиндрических гиф шириной 5—20 мкм.
Базидии четырёхспоровые, размерами 20—40×7—10 мкм, тонкостенные, булавовидные, бесцветные.
Хейлоцистиды размерами 30—70×15—30 мкм, различной формы, тонкостенные, бесцветные или пигментированные, многочисленные. Плевроцистиды 50—130×15—30 мкм, бутылковидные с чётким апикулярным придатком или веретеновидные, бесцветные или с коричневым пигментом, тонкостенные.

## Сходные виды
Наиболее близкие виды — плютей золотисто-окрашенный (Pluteus chrysophaeus) и плютей карликовый (Pluteus nanus), они отличаются признаками шляпки и микроскопических структур.

## Экология и распространение
Сапротроф на пнях, остатках древесины лиственных деревьев, на почве, растёт в лиственных лесах. Известен во многих странах Европы от Британских островов до Прибалтики, Белоруссии и Украины (кроме Пиренейского полуострова и Балкан); в Азии (Израиль, Грузия); в Северной Африке (Тунис, Марокко); в Северной и Южной Америке. Встречается редко.
Сезон в северной умеренной зоне: июнь — октябрь.